# Brita Borg
Brita Borg, cuyo nombre completo era Brita Kerstin Gunvor Borg (Södermalm, Estocolmo, 10 de junio de 1926-Borgholm, 4 de mayo de 2010), fue una cantante, actriz y artista de variedades sueca. Su carrera como actriz de variedades abarcó desde 1943 a la década de 1970, mientras que su carrera como cantante se desvaneció a finales de los años 60. Aunque siguió siendo una actriz en activo hasta los años 80. Borg representó a Suecia en el Festival de la Canción de Eurovisión 1959 celebrado en Cannes.

## Biografía
Borg nació en Södermalm una isla perteneciente a Estocolmo y comenzó su carrera con el grupo de variedades de Södermalm Vårat gäng ("Nuestra Banda") tras ganar un concurso musical que la revista Vecko-Revyn organizó en 1943. En 1945, formó el cuarteto Flickery Flies con Allan Johansson, con quien se casaría. En 1947, comenzó su larga colaboración con el famoso escritor sueco Povel Ramel. Participó en el programa de radio Fyra kring en flygel ("Cuatro alrededor de un piano") y fue prima donna en muchas versiones del espectáculo Knäppupp entre 1952 y 1962.
Entre sus números más famosos se encuentran Fat Mammy Brown, donde con la cara pintada de negro hacía de un cantante afroamericano obeso de jazz y góspel, el tango Banne mej de la obra musical Funny Boy, donde hacía de la seductora muchacha gitana Zamora, y Ulliga krulliga gubbar, una satírica balada Dixieland sobre que moderno hubieda sido tener una barba. Cuando el prolífico dúo cómico Hans Alfredson y Tage Danielsson escribieron para Knäppupp, le hicieron a ella canciones como Alla kan ju inte älska alla här i världen ("Todo el mundo no puede amar a todo el mundo"), Aldrig har jag sett en rak banana ("Nunca he visto un plátano derecho"), y Du är min tekopp ("Eres mi taza de té"). En 1962, alcanzó la cima de su carrera como artista de variedades con el número Die Borg, parodiando cantantes suecos que hacían carrera para captar al público alemán.
Desde 1964 en adelante Borg actuó en numerosos espectáculos con Hagge Geigert en Uddevalla y Gotemburgo, y una estancia en Folkan con Kar de Mumma. En los 70, se mudó a Arvidsjaur con su nuevo marido, el policía Stig Salomonsson, y fue más activa como actriz, a menudo para el teatro Riksteatern. Actuó en el musical Call Me Madam en 1967, e hizo una memorable actuación como Annie Oakley en el musical Annie Get Your Gun en 1973. A partir de entonces hizo giras con el teatro Riksteatern actuando en obras como Christina Alexandra, El violinista en el tejado, Ramel riket runt, y La ópera de los tres centavos de Bertolt Brecht. Entre sus mejores actuaciones se encuentra la realizada al lado de  Halvar Björken la obra televisada de Richard Hobert Polskan och puckelryggen de 1983.

## Carrera como cantante
En los años 50, Borg fue una estrella en Suecia. Grabó numerosos discos, primero para Sonora, luego para Knäppupp. En 1959, se decidió que la canción ganadora del Melodifestivalen representaría a Suecia en el Festival de la Canción de Eurovisión 1959 en Cannes. En el Festival alcanzó la 9 plaza con la canción Augustin. En 1960, actuó como pareja de Hasse Alfredson en el cómic Oj då kära nån y Märta Melin och Ture Tyrén siendo premiada con el honor de cantar a dúo con Evert Taube en dos grabaciones de Invitation till Guatemala y Mary Strand. En 1961, grabó un LP Århundradets melodier ("Canciones del siglo"), incluía Hässelbysteppen, Min soldat y Sjösala vals. Su estilo clásico incluía canciones italianas (La strada dell'amore, Ciao ciao Bambina). Intentó ser más moderna en Frankenstein rock de 1957 pero no pudo competir con la generación de cantantes más jóvenes. Stig Anderson, Björn Ulvaeus, y Benny Andersson le dieron su éxito final con la canción Ljuva sextiotal, que permaneció en las lista de éxitos suecas (Svensktoppen) durante 20 semanas en 1969.

## Carrera como actriz
Borg acabó siendo más una actriz que una estrella de la música. No intentó volver al mundo de la música como sí lo hicieron otras viejas estrellas suecas como Hanson, Carson, y Malmkvist, tampoco se han realizado recopilatorios o antológicas de sus canciones como lo hicieron Leander o Lindblom. Tampoco se ha convertido en un icono gay, as Git Gay, quizás porque sus espectáculos ya destilaban autoironía desde el principio. La autoironía permaneció cuando Vårat gäng hizo un retorno en los años 80 y ella se presentó a sí misma como "En något överårig tonårsidol" ("Un ídolo adolescente más allá de la flor de la vida"), y en el aniversario del show de Knäppup Knäpp igen en 1992, cuando cantó Vi sätter P för primadonnan ("Paramos el show de la prima donna").

## Fallecimiento
Borg murió el 4 de mayo de 2010 a la edad de 83 años en Borgholm.

## Otras canciones
- "Tangerine" (1943)
- "Alla säger att jag ser så ledsen ut" (primera canción de Ramel 1947)
- "Jag ska ta morfar med mig ut i kväll" (éxito en 1948)
- "Sodom och Gomorra"
- "Calypso Italiano" (1957)
- "Kärlek livet ut" (1957)
- "Sorglösa brunn" (dúo con Ramel)
- "Ge en fräknig och ful liten flicka en chans"
- "Regn, regn, regn" (on EP-record "Brita i regnet")
- "Utsikt från en bro" (letra de Karl Gerhard sobre la esposa de un marinero)
- "Gotländsk sommarnatt"
- "Frysboxcalypso" (anuncio para Elektro-Helios)
- "Res med mig till Skottland!"
- "Ett rent undantag" (un pequeño número de Ramel que no fue un éxito)
- "Jan Öivind Swahn"
- "Die Borg" (del show de Knäppupp Dax igen)

## Filmografía
- Rymdinvasion i Lappland (1959)
- Den store amatören (1958)
- I rök och dans (1954)
- I dur och skur (1953)
- I dimma dold (1953)
- Dårskapens hus (1951)
- Med flyg till sjunde himlen (1949)
- Gatan (1949)
- Lilla Märta kommer tillbaka (1948)
- Swing it, magistern! (1940)